# Стаунтон, Говард

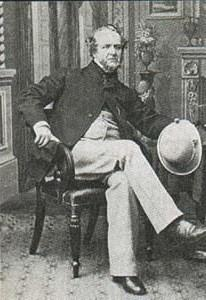
В 1860 году

Го́вард Ста́унтон (англ. Howard Staunton; 1 апреля 1810, Уэстморленд — 22 июня 1874, Лондон) — английский шахматист и историк шахмат, сильнейший в мире в 40-х годах XIX века, литературовед, исследователь творчества Уильяма Шекспира. Организатор и участник Первого международного турнира в Лондоне.

## Биография
С шахматами познакомился в 1830 году, когда работал репортёром. Много играл в различных клубах Лондона, получая фору (ладья, конь, пешка). Серьёзного прогресса достиг к концу 1830-х годов. В 1840-х годах побеждал всех сильнейших шахматистов мира (см. таблицу результатов).
В 1841—1842 годах переиграл сильнейшего шотландского мастера Джона Кохрена, победившего Джорджа Уокера и Пьера Сент-Амана. Стаунтон выиграл около 400 партий из 600. Играл с Кохреном, давая фору — пешку (семь партий, 3½ : 3½).
С большинством современников играл, давая фору. Часто проигрывал незначительные гандикап-матчи менее сильным шахматистам (Лёве 1847/48; Ч. Стэнли 1839; Бокль 1843 и т. д.). Последним его выступлением стал Бирмингемский турнир 1858 года.
Создатель и главный редактор (1844—1854) шахматного журнала «Хроники шахматной игры». Автор дебютного руководства по шахматам.
В 1849 году Стаунтон согласился на выпуск шахматного комплекта, названного его именем, и принял участие в его рекламе. Сейчас шахматный комплект Стаунтон считается стандартом для официальных соревнований.

## Вклад в теорию дебютов
В честь Стаунтона назван гамбит в голландской защите, начинающийся ходами 1.d2-d4 f7-f5 2.e2-e4. Зигберт Тарраш считал его опровержением голландской защиты.
Любимый ход Стаунтона 1.с2-с4 получил впоследствии название английское начало. После 1.с4 е5 дебют переходит в сицилианскую защиту в первой руке, то есть за белых с лишним темпом.
В расцвет романтизма Стаунтон часто применял ферзевый гамбит и защиту Тарраша. Он и его противник Сент-Аман в матче 1843 года применяли современные нам дебюты и действовали в них очень технично. По мнению Стаунтона, ферзевый гамбит отличается от королевского более верной атакой.

## Стиль игры
Партии Стаунтона — классические образцы шахматного искусства. На первом этапе творчества (матч с Попертом, серии партий с Кохреном, первая встреча с Сент-Аманом) он действовал в манере итальянской школы (Полерио, Греко, дель Рио, Лолли, Понциани, Льюис, Мак-Доннелл). Дебютный репертуар Говарда состоял из гамбитов. Начиная с матча на звание игрока эпохи с Сент-Аманом (1843), Стаунтон действовал в позиционной манере, выступая последователем Филидора. Фактически партии английского чемпиона являются связующим звеном между системой Филидора и учением Стейница. Фишер считал Стаунтона одним из величайших аналитиков шахмат и в первом варианте 10 лучших шахматистов всех времён поставил английского мастера на второе место после Морфи. Один из любимых приёмов Стаунтона — классическая жертва качества (к примеру, 21-я партия матча против Сент-Амана), требующая прекрасной техники реализации позиционного преимущества. В шахматной литературе стиль Стаунтона получил название ортодоксального.

## Спортивные результаты
| Год  | Наименования соревнований                                              | +  | − | = | Очки      |
| ---- | ---------------------------------------------------------------------- | -- | - | - | --------- |
| 1840 | Матч против У. Поперта (Германия)                                      | 10 | 5 | 6 | 13 из 21  |
| 1842 | Серия партий против П. Ш. Сент-Амана (Франция)                         | 2  | 3 | 1 | 2½ из 6   |
| 1843 | Матч против П. Ш. Сент-Амана (Франция)                                 | 11 | 6 | 4 | 13 из 21  |
| 1846 | Матч против Б. Горвица (Германия)                                      | 14 | 7 | 3 | 15½ из 24 |
|      | Матч против Д. Гарвица (Германия)                                      | 12 | 9 | 1 | 12½ из 22 |
| 1851 | Матч против Броуди (Англия) (1/8 Лондонского турнира)                  | 2  | 0 | 0 | 2 из 2    |
|      | Матч против Б. Горвица (Германия) (1/4 Лондонского турнира)            | 4  | 2 | 1 | 4½ из 7   |
|      | Матч против А. Андерсена (Германия) (1/2 Лондонского турнира)          | 1  | 4 | 0 | 1 из 5    |
|      | Матч против Э. Уильямса (Англия) (матч за 3 место Лондонского турнира) | 3  | 4 | 1 | 3½ из 8   |
|      | Матч-реванш против Э. Уильямса (Англия)                                | 6  | 2 | 3 | 7½ из 11  |
|      | Матч против К. Яниша (Россия)                                          | 7  | 2 | 1 | 7½ из 10  |
| 1853 | Серия партий против Т. Лаза (Германия)                                 | 4  | 5 | 3 | 5½ из 12  |

## Книги
- Staunton H. The chess tournament. London, 1852. (на сайте Google books)